# 圆柱菌属
圆柱菌属（学名：Gyrophana）是干腐菌科下的一个属。

## 下属物种
本属包括以下物种：
- 假伏果圆柱菌 Gyrophana pseudolacrymans (Henn.) Teng